# Szilágysomlyó

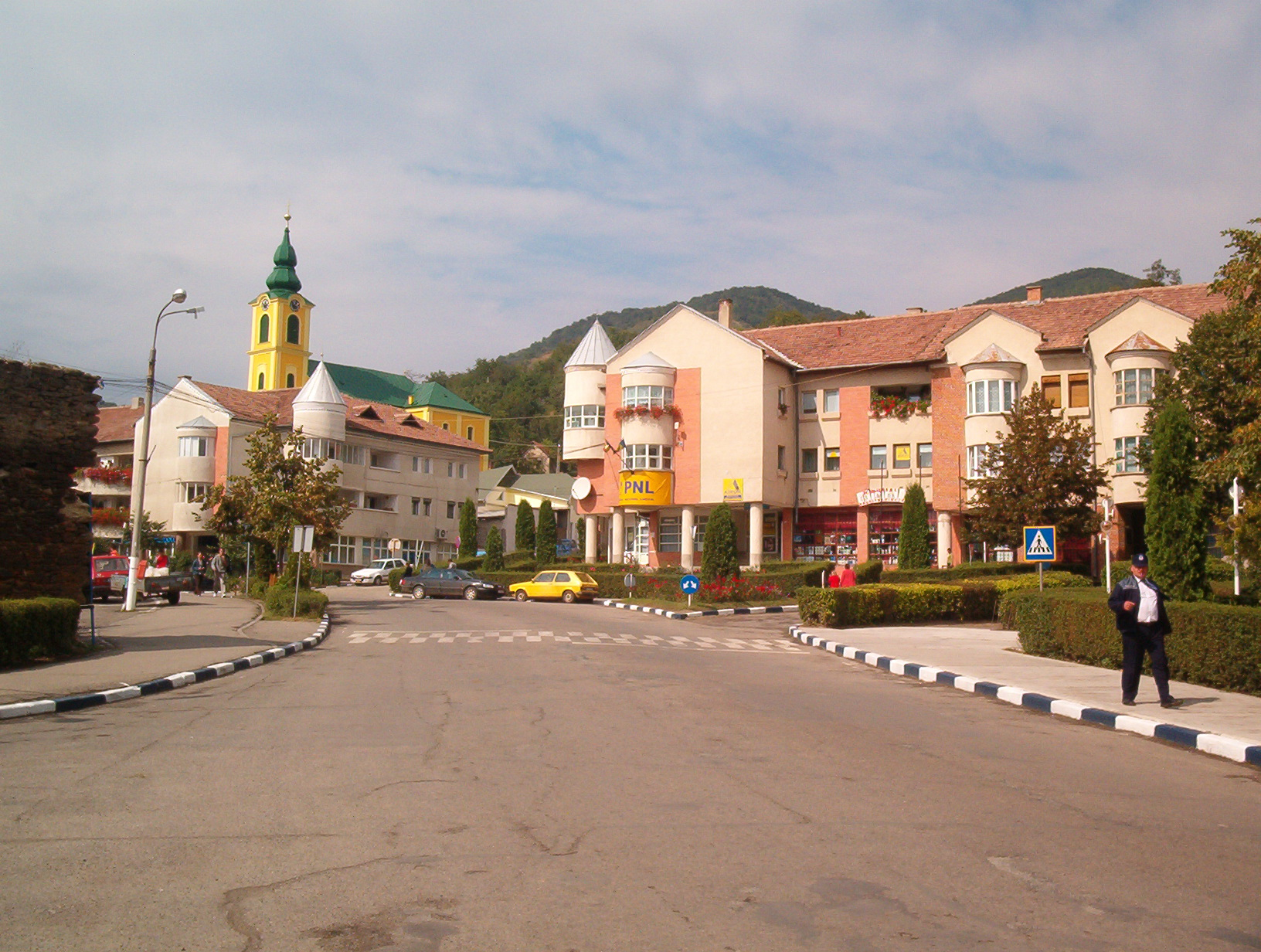
Szilágysomlyó központja

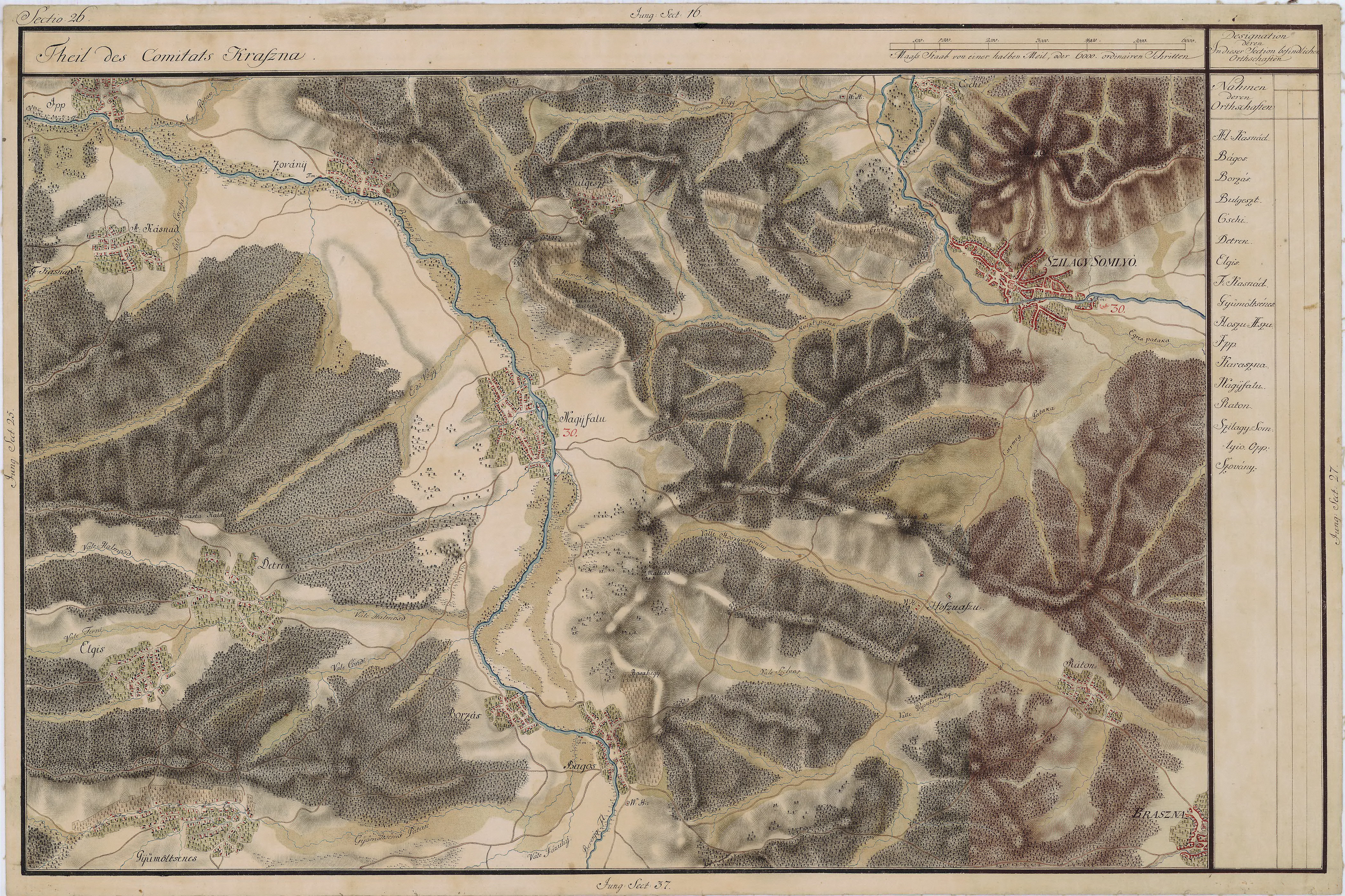
Szilágysomlyó környéke 1769–1773 között

Szilágysomlyó (románul Șimleu Silvaniei, németül Schomlenmarkt) város Romániában, Szilágy megyében.

## Fekvése
Szatmárnémetitől 74 km-re délre, Zilahtól 25 km-re északnyugatra fekszik, Bükk, Pusztacsehi és Somlyócsehi tartozik hozzá. A helységet kettészeli a Kraszna folyó.

## Nevének eredete
P. Szathmári Károly írja „A somló lassan omladozó hegyet jelent hazánkban mindenütt”. Neve a régi magyar somlik, somosodik (= csuszamlik) igéből származik és megcsuszamló oldalú hegyre vonatkozik. A som- kezdetű helynevek málló és mozgó kőzetekből álló területekre jellemzők. Eredeti neve Watasomlyója, jelentése Wata (ótörök: bat = elmerül) nevű személy hegye.

## Története
Területén az ókorból származó szilágysomlyói kincs néven ismert leletegyüttest találtak.
1251-ben Vathasomlyova néven említették először. A település a lázadó Vatától leszármazó Csolt nemzetség ősi birtoka volt. 1258-ban Csolt nemzetségbeli Watha fia Watha és Dénes fia Povsa Vatasomlaját uradalmával együtt 120 M-ért eladta Rátót nemzetségbeli Roland nádornak és Pok nemzetségbeli Móric országbírónak, és határát leíratta.
1319-ben Pok nb. Móric fia Miklós vajda a somlyói uradalomhoz tartozó Szécs falut Luka fiainak adta. 1341-ben a valkai uradalom felől elhatárolták. Ekkor Miklós vajda fia (Meggyesi) Móric fia Simon és István fia István birtoka volt. 1351-ben említették először az oklevelek Szilágysomlyó (Somlyó) várát, amikor uradalmával együtt Meggyesi Móric leánya Anna, Báthory Lászlóné kapta meg leánynegyedként.
A Báthori-család ősi fészke (1351 óta), ősi váruk, Somlyóvár a Magura-hegyen állott. A várat Miklós erdélyi vajda építtette a 14. század elején, először 1319-ben említették. A városban épített várkastély elkészültével elhagyták, azóta rom. A Báthory-kastély 1592-ben épült. 1600-ban Giorgio Basta ostrommal foglalta el Báthory Zsigmondtól. 1703-ban pedig a kurucok. Kerítőfala romos, de az emeletes épület épen áll. A várnak kertjébe állították fel a turulmadaras emlékoszlopot az 1914–1918-ban, az első világháborúban hősi halált halt szilágysomlyóiak emlékére. Ezt 1990 után átalakították, most román függetlenségi emlékmű.
1876-ig Kraszna vármegye székhelye. 1876-ban az akkor alakult Szilágy vármegye részévé vált. A trianoni békeszerződésig és 1940–44-ben Szilágy vármegye Szilágysomlyói járásának székhelye volt. A volt városháza kétemeletes épülete, 1968 óta általános iskola, a jelenlegi városháza a volt Krasznavármegyei Takarékpénztár épületében székel.
A helyi iskoláról az első írásos adat 1554-ből való, 1680 táján Királyhelmeczi János volt a somlyói iskola rektora. 1740-ben már a minoriták tanítottak itt, a rend 1744-ben fiúiskolát létesített. Az Ócska Gimnáziumként ismert intézmény épületének alapkövét 1827-ben helyezték el. Az addig algimnáziumként működött iskola főgimnáziummá vált, az első érettségi vizsgákat 1914 májusában rendezték. Az új gimnázium épületét – ma Mezőgazdasági Líceum – 1916 őszén vette birtokába a diákság. A Simion Bărnuțiu Főgimnáziumot 1919-ben alapították.
Szilágysomlyó határába esett Kórógy' elpusztult település is. Kórógy a Csolt nemzetség birtokai közé tartozott. 1213-ban a Csolt nemzetségből származó Vata fia Jula birtokának írták.

## Népessége
1910-ben 6885 lakosából 6030 magyar és 759 román volt.
1992-ben társközségeivel együtt 17 642 lakosából 11 472 román, 4894 magyar, 1177 cigány és 24 német volt.
2011-ben a beosztott falvakkal együtt 14 436 lakosából 8925 román, 3289 magyar, 824 roma, 21 szlovák anyanyelvű volt.
A szűkebben vett Szilágysomlyó területén 11 653 fő élt, 7716 román, 3285 magyar, 68 cigány.

## Látnivalók
- Bronzkori nekropolisz a várkertben; a romániai műemlékek jegyzékében a SJ-I-s-A-04965 sorszámon szerepel.
- Somlyóvár romjai a Magura-hegyen (SJ-I-s-A-04966)
- 16. századi Báthory-várkastély (SJ-II-a-A-05126)
- Római katolikus templomát 1532-ben somlyói Báthory István erdélyi vajda, Báthory István erdélyi fejedelem és lengyel király apja építtette (SJ-II-m-A-05128), fia megkeresztelésének alkalmából. A fejedelem mellszobra a templomkertben áll.
- Kazettás mennyezetű református templom (SJ-II-m-B-05130)
- Holokauszt-múzeum, amit Északnyugat-Erdély legnagyobb zsinagógájában hoztak létre (SJ-II-m-B-05125)
- Volt minorita gimnázium (SJ-II-m-B-05120)
- Iuliu Maniu Emlékház (SJ-II-m-B-05123)
- Simion Bărnuţiu szobra (SJ-III-m-B-05154)

## Híres emberek

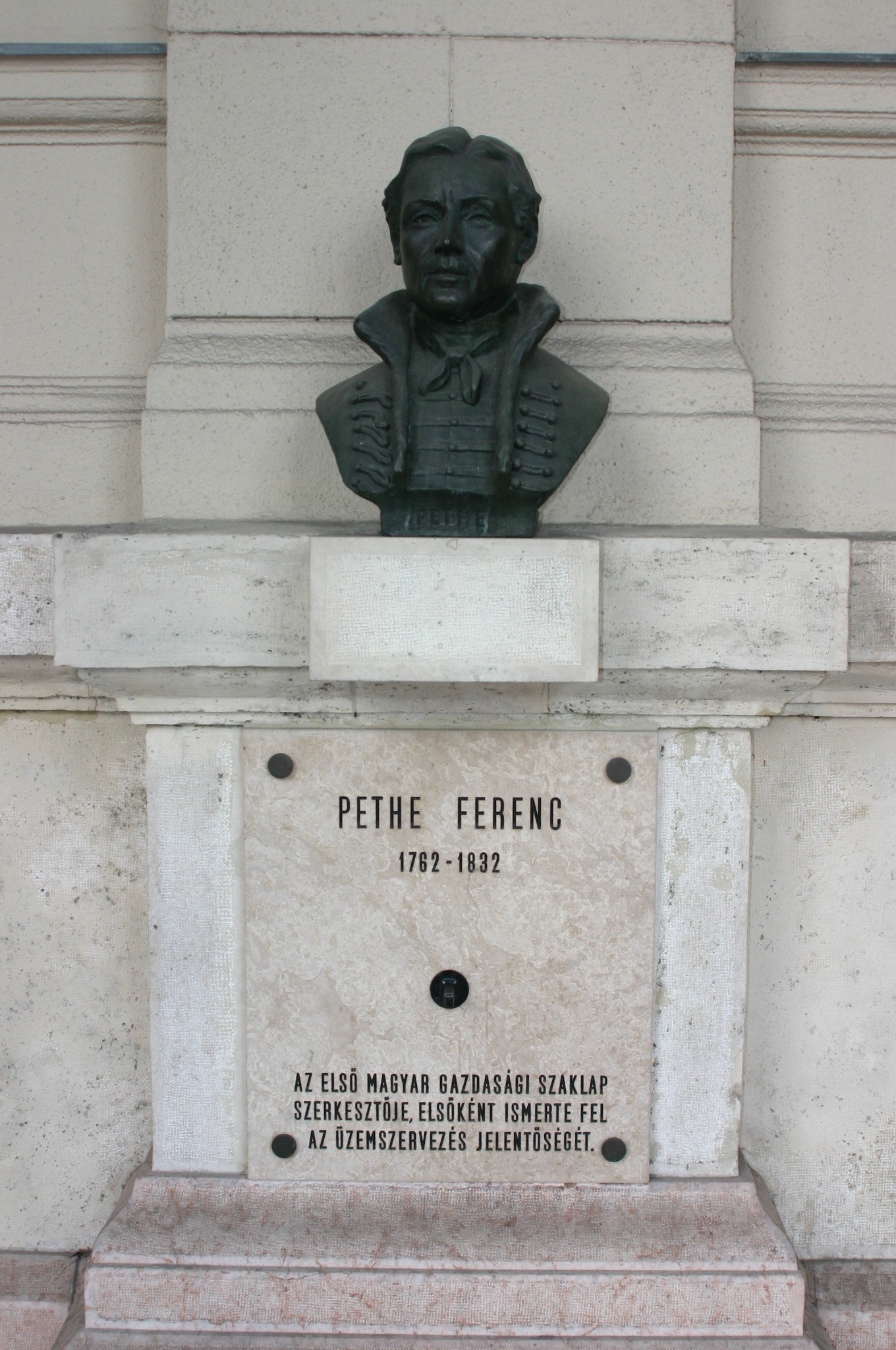
Pethe Ferenc mellszobra és emlékműve Budapesten

### Szilágysomlyón születtek
- 1530-ban somlyai Báthory Kristóf erdélyi vajda
- 1533-ban szeptember 27-én somlyai Báthory István lengyel király, erdélyi fejedelem
- 1566-ban somlyai Báthory András erdélyi fejedelem
- 1825-ben Lászlóffy Károly szabadságharcos, főhadnagy a 16. honvédzászlóaljnál
- 1830 július 24-én P. Szathmáry Károly író, tanár (†  Budapest, 1891. január 14.)
- 1853-ban báró Bánffy György zeneszerző, író, politikus
- 1861-ben Gáspár Ferenc (†  Budapest, 1923. július 12.) orvos, utazó
- 1869-ben Jancsó Ilona tanítónő, írónő († Szilágysomlyó, 1927)
- 1873-ben Iuliu Maniu
- 1881-ben Papp Viktor zenekritikus (†  Budapest, 1954. május 10.)
- 1882-ben Bölöni György, író, újságíró, Ady Endre életrajzírója († 1959)
- 1892. február 4-én Jakab László nyomdász-író († 1967)
- 1893. október 1-jén Somló József operaénekes (tenor), énekmester. († 1954)
- 1901. június 17-én Nyiszli Miklós író, memoáríró
- 1901. szeptember 19-én Joe Pasternak filmproducer (†1991)
- 1912-ben Msgr.dr. Hosszú László nagyváradi római katolikus vikárius-ordinárius, messzesmenti c.apát, volt biharpüspöki plébános († 1983)
- 1919-ben Mózes Teréz műtörténész, néprajzi író
- 1919-ben Somlyai László író, újságíró († Drezda, 1975)
- 1932-ben Vida Gyula erdélyi magyar politikus, volt képviselő
- 1938-ban Szabó M. Attila szótárszerkesztő, helytörténész
- 1953-ban Fekete Szabó András Levente erdélyi magyar politikus, szenátor
- 1977-ben Tokai Andrea erdélyi magyar színésznő

### Szilágysomlyón élt
- Pethe Ferenc a keszthelyi Georgikon tanára, gazdasági szakíró (Bűdszentmihály, 1762 – Szilágysomlyó, 1832. február 23.)
- Dr. Balázs Tibor költő, műfordító, irodalomtörténész, a budapesti Littera Nova Kiadó igazgatója, a Magyar Írószövetség tagja
- Itt halt meg 1816-ban Gergelyffi András orvos, botanikus.

## Testvérvárosai
- Szarvas, Magyarország
- Nyírbátor, Magyarország
- Albertirsa, Magyarország
- Petah Tikva, Izrael
- Rîşcani (Chișinău kerülete), Moldova